# Curățele
Curățele é uma comuna romena localizada no distrito de Bihor, na região histórica da Crișana (parte da Transilvânia). A comuna possui uma área de 91.10 km² e sua população era de 2647 habitantes segundo o censo de 2007.